# Demo ’99
Demo ’99 – piętnasty album studyjny polskiego rapera Karramby, wydany 1 czerwca 2020 roku. Jest to wydawnictwo limitowane, kolekcjonerskie wydane przez Fan Club. Na albumie znajduje się 11 utworów, z czego część to nieupublikowane do tej pory utwory z lat 90. a część to całkiem nowe utwory. Na płycie gościnnie wystąpił K8.

## Lista utworów
| Nr  | Tytuł utworu                         | Długość |
| --- | ------------------------------------ | ------- |
| 1.  | „Ona i Ona”                          | 4:35    |
| 2.  | „To nie jest N.Y.”                   | 4:56    |
| 3.  | „Bafsiedobrze!”                      | 4:42    |
| 4.  | „Brudnej kasy szelest”               | 4:42    |
| 5.  | „Psychosyndrom Kaina”                | 4:05    |
| 6.  | „Oszalał ponownie”                   | 3:34    |
| 7.  | „Do przodu!” (gościnnie: K8)         | 4:14    |
| 8.  | „Zero” (gościnnie: K8)               | 4:06    |
| 9.  | „Gdy urywa się film” (gościnnie: K8) | 4:33    |
| 10. | „Mój własny raj” (gościnnie: K8)     | 4:36    |
| 11. | „Pocałuj mnie w dupę! 1999”          | 4:03    |
|     |                                      | 48:06   |